# Landstraßer AC
Der Landstraßer AC, kurz LAC, ist ein österreichischer Fußballklub aus dem 3. Wiener Gemeindebezirk Landstraße. Der ehemalige Zweitligist spielt zurzeit in der Stadtliga des Wiener Fußballverbandes, das die 4. Leistungsstufe im österreichischen Fußball darstellt.

## Geschichte
Im Jahre 1911 wurde der Landstraßer AC durch den Fiaker Anton Sandner, der bereits den Sportklub Rennweg ins Leben gerufen hatte, unter dem Namen „Athletik Club Training“ gegründet. 1918 benannte sich der Verein in Landstraßer Amateure um. Ihre erfolgreichste Zeit erlebten die Amateure in den 1930er Jahren mit späteren Stars wie Camillo Jerusalem im Team. 1933 spielte der Verein erstmals in der professionellen zweiten Liga und entschied sich deshalb 1936, den Namen Landstraßer Amateure in Landstraßer AC zu ändern. Zu diesem Zeitpunkt konnte der Verein auch sein neues eigenes „Stadion“ eröffnen. Dieses befand sich direkt über den unterirdischen Pferdestallungen der „Wurstfabrik Wotraubek“ an der Erdbergstraße. So konnte der Platzwart der Landstraßer nach einem Platzregen durch einen Stoß mit einer langen Stange durch die Gewölbedecke die aufgestauten Wassermassen verschwinden lassen.
Nach vier Saisonen in der zweiten Liga, bei der beim Debüt ein vierter Platz gelang, mussten die Landstraßer den Gang in die dritte Liga antreten. Bereits in der Folgesaison 1937/38 gelang jedoch der sofortige Wiederaufstieg. Während des Zweiten Weltkriegs kam es zudem zur Zwangsfusion mit dem Firmenklub Dämon und später auch zur Vereinigung mit dem Sportklub Delka (2. Liga 1937-38) und dem FC Pfeil. Der Landstraßer AC unterhielt somit zu dieser Zeit auch Sektionen für Turnen, Leichtathletik, Kegeln und Boxen. Die Fußballer konnten sich bis zur Einstellung des Betriebes Ende 1944 in der zweiten Liga halten und standen beim Abbruch der letzten Kriegsmeisterschaft auf dem ersten Tabellenrang. 
Nach Behebung der im Krieg erfolgten Bombenschäden wurde noch 1945 der Spielbetrieb wieder aufgenommen. Der Landstraßer AC erzielte in der ersten Nachkriegsaison mit dem dritten Tabellenrang in der zweiten Liga sogleich sein bis dato bestes Ergebnis in der Vereinsgeschichte und wurde nur vom SC Hochstädt und der Hakoah Wien abgehängt. 1948 wurde der Fußballklub abermals Dritter, wiederum nur zwei Punkte hinter dem SCR Hochstädt sowie einen Zähler hinter dem 1. Schwechater SC. In der darauffolgenden Saison erfolgte der überraschende Abstieg aus der Zweitklassigkeit, in die der Landstraßer AC nicht mehr zurückkehren konnte. Heute findet sich der Verein nach einer 2010 erfolgten Fusion mit dem IC Favoriten unter dem Namen Landstraßer AC-IC in der viertklassigen Wiener Stadtliga wieder.
Nach der Saison 2012/13 erfolgte die Fusion mit dem SG Inter AGO und der Verein tritt seitdem als LAC-Inter in der Wiener Oberliga B an. 
In der Saison 2014/15 wurde zwischen die Wiener Stadtliga und die (zweigeteilte) Oberliga die (neugegründete) 2. Landesliga eingeschoben, für die sich der Traditionsverein dank der Platzierung der Vorsaison qualifiziert hat.

## Erfolge
- 15 × Zweitligateilnahme: 1934 bis 1937; 1939 bis 1949 (3. Platz: 1946 und 1948)